# Evania simlaensis
Evania simlaensis är en stekelart som beskrevs av Cameron 1909. Evania simlaensis ingår i släktet Evania och familjen hungersteklar. Inga underarter finns listade i Catalogue of Life.